# Estação Hospital Clínic

Estação Hospital Clínic em 2018.

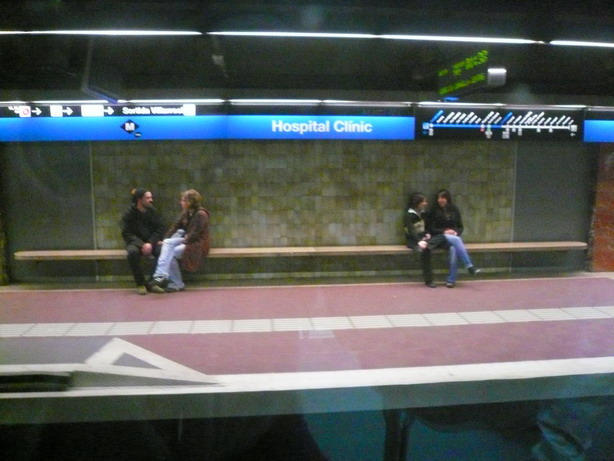
Estação Hospital Clínic em 2008.

Hospital Clínic é uma estação da linha Linha 5 do Metro de Barcelona. A estação está localizada no bairro Ensanche de Barcelona sob a Calle de Rosellón e próximo ao Hospital Clínico como o próprio nome sugere.

## História
A estação Hospital Clínic foi projetada em 1963, no chamado Plano de Emergência para o Desenvolvimento da Rede do Metrô de Barcelona. Neste projeto, a estação foi provisoriamente denominada Roussillon e destinava-se a ser um intercomunicador que serviria, por um lado, a Linha II (originalmente denominada Transversal Medio) na sua extensão de Sagrera (atual La Sagrera) a Sans (atual Plaça de Sans) e, por outro lado, a uma futura Linha IV que iria de Maragall a San Ramón.
Destes dois projetos, apenas a Linha II foi aprovada. As obras de sua extensão, no trecho entre as ruas Enrique Granados e Sans (onde se localizam as estações do Hospital Clínic e Entença) foram executadas por Dragados e Construcciones e começaram a 1 de julho de 1966. Em 1967, foi aprovado um novo Plano de Metrô que redistribuiu as linhas da rota anterior. A estação Hospital Clínic passou a fazer parte da futura Linha V. A chegada da Linha IV foi descartada, mas um novo intercomunicador foi proposto com uma futura Linha VII, que deveria ligar a Estação San Antonio e La Bonanova, mas que nunca se concretizou.
Em 3 de novembro de 1969, Barcelona inaugurou sua nova linha de metrô, a Linha V ou Transversal Alto, que circulava entre as estações da Rambla Cataluña (atual Diagonal) e San Ramón (atual Collblanc), passando pelo Hospital Clínico. A cerimónia inaugural contou com a presença do Ministro das Obras Públicas, Federico Silva Muñoz, do Ministro do Interior, Tomás Garicano Goñi, e do Presidente da Câmara Municipal de Barcelona, José María de Porcioles, entre outras autoridades.
Em 1982, a estação foi rebatizada de Hospital Clínic, enquanto a Linha V adotou algarismos arábicos e se tornou a Linha 5. Em 2006, foram realizadas obras de adaptação da estação para pessoas com mobilidade reduzida. Os acessos foram remodelados, foram criadas estradas para cegos e foram instalados três elevadores: um para ligar a rua ao átrio da estação e mais dois para ligar o átrio a cada plataforma. Entre 2009 e 2010 a estação foi objecto de um remodelagem abrangente. Os pavimentos, tetos e revestimentos de parede foram renovados, assim como os móveis e a iluminação.

## Acessos à estação
- Villarroel
- Rosselló
- Comte d'Urgell